# انتظارات تطبیقی
در اقتصاد، انتظارات تطبیقی فرضیه‌ای است که به وسیله آن مردم انتظارات خود را دربارهٔ آنچه در آینده اتفاق می‌افتد، براساس آنچه در گذشته اتفاق افتاده است، شکل می‌دهند. برای مثال، اگر تورم گذشته بالاتر از حد انتظار باشد، مردم در انتظارات خود برای آینده تجدید نظر می‌کنند.
یک نمونه ساده از انتظارات تطبیقی در معادله زیر نشان داده شده است، در این‌جا {\displaystyle p^{e}} نرخ تورم پیش‌بینی شده برای سال آینده است. {\displaystyle p_{-1}^{e}} نرخ تورم امسالی که سال گذشته پیش‌بینی شده بود، است؛ و {\displaystyle p} نرخ واقعی تورم امسال است:
{\displaystyle p^{e}=p_{-1}^{e}+\lambda (p-p_{-1}^{e})}
{\displaystyle \lambda } بین ۰ تا ۱ است. این امر می‌گوید انتظارات فعلی از تورم آینده منعکس کننده انتظارات سال گذشته و اصطلاح «تعدیل خطا» است. انتظار می‌رود با توجه به فاصله بین تورم واقعی و انتظارات قبلی ، انتظارات جاری کاهش یابد. به این تنظیم خطا نیز «تنظیم جزئی» گفته می‌شود.
تئوری انتظارات تطبیقی را می‌توان در تمام دوره‌های قبلی به کار بست تا انتظارات تورمی فعلی برابر باشد:
{\displaystyle p^{e}=\lambda \sum _{j=0}^{\infty }((1-\lambda )^{j}p_{j})}
در معادله بالا {\displaystyle p_{j}} برابر با تورم واقعی است و {\displaystyle j} سالهای گذشته است بنابراین، تورم پیش‌بینی شده فعلی، نشان دهنده میانگین وزنی کل تورم گذشته است، جایی که وزن‌ها با حرکت بیشتر در گذشته کوچکتر و کوچکتر می‌شوند.
هنگامی که یک خطای پیش‌بینی توسط عوامل ایجاد شده باشد، به دلیل شوک تصادفی، آنها قادر نخواهند بود سطح صحیح قیمت را دوباره پیش‌بینی کنند، حتی اگر سطح قیمت هیچ گونه شوک دیگری را تجربه نکند، زیرا آنها تنها بخشی از خطاهای خود را وارد می‌کنند. انتظارات عقلایی (مورد رضایت جان ماث) تا حد زیادی جایگزین انتظارات تطبیقی در نظریه اقتصاد کلان است زیرا فرض بهینه انتظارات با نظریه اقتصادی سازگار است. با این حال، باید تأکید کرد که مقابله با سازگاری و عقلانیت لزوماً توجیه پذیر نیست، به عبارتی موقعیت‌هایی وجود دارد که پیروی از طرح انطباقی یک پاسخ منطقی است.
انتظارات تطبیقی در منحنی فیلیپسی که توسط میلتون فریدمن بیان شد، مؤثر بود. برای فریدمن، کارگران انتظارات انطباقی را شکل می‌دهند، بنابراین دولت می‌تواند به راحتی از طریق تغییرات غیرمنتظره سیاست پولی آنها را غافلگیر کند. از آنجا که عاملان درگیر توهم پولی هستند، آنها قادر به درک صحیح پویایی قیمت و دستمزد نیستند، بنابراین، برای فریدمن، بیکاری همواره می‌تواند از طریق گسترش پولی کاهش یابد. نتیجه این است که اگر دولت تصمیم بگیرد نرخ بیکاری را با نرخ پایین برای یک دوره طولانی، طولانی‌تر کند، سطح تورم افزایش می‌یابد. با این حال، در این چارچوب مشخص است که چرا و چگونه انتظارات تطبیقی مشکل ساز است.. نمایندگان باید خودسرانه منابع اطلاعاتی را نادیده بگیرند که در غیر این صورت، انتظارات آنها را تحت تأثیر قرار می‌دهد. به عنوان مثال، اطلاعیه‌های دولت چنین منابعی هستند: انتظار می‌رود وقتی تغییر سیاست‌های اقتصادی آن را ضروری کند، نمایندگان انتظارات خود را اصلاح کرده و روندهای قبلی را می‌شکنند. به همین دلیل است که تئوری انتظارات انطباقی اغلب به عنوان یک انحراف از سنت عقلانی اقتصاد تلقی می‌شود.

## پیوندها
- گزاره ناکارآمدی سیاست
- مشکل القایی
- انتظارات عقلانی
- نبوت خود را تحقق بخشید
- مدل تارعنکبوتی